# Clint Lowery
Clint Edward Lowery (15 dicembre 1971) è un musicista statunitense.

## Carriera
Nel 1989, insieme ad alcuni musicisti tra cui il chitarrista Troy McLawhorn, ha fondato un gruppo chiamato Still Rain.
Con questo gruppo ha realizzato solo due dischi.
Verso la metà degli anni '90 si è unito ai Sevendust, in cui è chitarrista. Il primo album col gruppo (e il primo in assoluto del gruppo stesso) è Sevendust, pubblicato nel 1997.
Nel 2004 ha deciso di lasciare i Sevendust per far parte del progetto post-grunge Dark New Day. 
Di questo gruppo fa parte anche il fratello Corey Lowery. Il gruppo ha esordito nel giugno 2005 con Twelve Amen.
Nel 2007 Clint Lowery è diventato chitarrista live dei Korn per circa otto mesi.
Lowery è ritornato nella "line-up" dei Sevendust nella primavera del 2008.
Nell'ottobre 2008 ha pubblicato a nome Hello Demons... Meet Skeletons l'EP Chills. Altri tre EP con questo progetto parallelo sono stati pubblicati tra il 2011 e il 2013.
Nel 2012, insieme a Morgan Rose, ha dato vita al gruppo Call Me No One, che ha esordito nel giugno dello stesso anno con Last Parade. Sempre nel 2012 ha collaborato con i Digital Summer nell'album Breaking Point.

## Discografia
Solista
- 2020 - God Bless the Renegades

con gli Still Rain
- Still Rain
- Bitter Black Water

con i Sevendust
- 1997 - Sevendust
- 1999 - Home
- 2001 - Animosity
- 2003 - Seasons
- 2010 - Cold Day Memory
- 2013 - Black Out the Sun
- 2014 - Time Travelers & Bonfires

con i Dark New Day
- 2005 - Twelve Year Silence
- 2006 - Black Porch (Acoustic Sessions) (EP)
- 2012 - New Tradition
- 2013 - Hail Mary

con i Hello Demons..meet skeletons'
- 2008 - Chills (EP)
- 2011 - Words That Sing Well (EP)
- 2011 - Uncomfortable Silence (EP)
- 2013 - Choices (EP)

con i Call Me No One
- 2012 - Last Parade